# Rhinema exquisitum
Rhinema exquisitum är en rundmaskart som beskrevs av Timm 1961. Rhinema exquisitum ingår i släktet Rhinema och familjen Monoposthiidae. Inga underarter finns listade i Catalogue of Life.